# 南太平洋银行
南太平洋银行（英文：Bank South Pacific，缩写：BSP）是巴布亚新几内亚最大的银行，在全国和6个国家/地区设有35家分行。BSP目前为整个太平洋地区的650,000多家商业银行客户提供服务。截至2014年12月31日，BSP的总资产为158亿巴布亞紐幾內亞基那。南太平洋银行已在莫尔兹比港证券交易所以及澳大利亚证券交易所上市。

## 相关链接
- BSP官方网站 （页面存档备份，存于）